# کلین آخلو
کلین آخلو (به هلندی: Klein Agelo) یک منطقهٔ مسکونی در هلند است که در دینکل‌لاند واقع شده‌است. کلین آخلو ۱۳۰ نفر جمعیت دارد.